# Ryan Smyth
Ryan Alexander Gordon Smyth (Banff, 21 febbraio 1976) è un ex hockeista su ghiaccio canadese.
Ha vinto la medaglia d'oro olimpica nell'hockey su ghiaccio con la nazionale maschile canadese alle Olimpiadi invernali di Salt Lake City 2002.
Ha preso parte anche alle Olimpiadi invernali 2006.
Ai campionati mondiali ha conquistato due medaglie d'oro (2003 e 2004) e una medaglia d'argento (2005).
Inoltre ha vinto una World Cup (2004), un mondiale Under-20 (1995) e una Coppa Spengler (2012).
In diciannove stagioni in NHL ha vestito le casacche degli Edmonton Oilers (1995-2007 e 2011-2014), dei New York Islanders (ultima parte della stagione 2006-2007), dei Colorado Avalanche (2007-2009) e dei Los Angeles Kings (2009-2011), disputando in totale 1270 partite in stagione regolare e 93 di play-off.